# Vaigattbogen
Vaigattbogen is een baai van het eiland Spitsbergen, dat deel uitmaakt van de Noorse eilandengroep Spitsbergen.
Het fjord is vernoemd naar Waaigat, de oude naam van Straat Hinlopen.

## Geografie
De baai ligt ten noorden van Olav V Land en ten zuidoosten van Nieuw-Friesland. Straat Hinlopen komt vanuit het noordwesten en mondt ten het oosten van de baai via Sørporten uit in de Olgastretet en Erik Eriksenstretet in het oosten.
In de baai liggen verschillende kleine eilanden.